# Mechthild Leutner
Mechthild Leutner (* 17. November 1948 in Silbach, Nordrhein-Westfalen) ist eine deutsche Sinologin, Historikerin und Hochschullehrerin. Sie gilt als Begründerin der chinabezogenen Frauenforschung. Leutner leitete von 2006 bis 2019 das chinanahe Konfuzius-Institut an der FU Berlin. Als chinesischen Namen verwendet Leutner Luo Meijun (chinesisch 羅梅君 / 罗梅君, Pinyin Luó Méijūn).

## Biografie
Leutner studierte Sinologie und Geschichte an der Universität Peking und der Universität Bochum, wo sie 1978 promovierte. Dabei gehörte Leutner im Jahr 1974 zur ersten Gruppe von Austauschstudenten aus der Bundesrepublik, die nach der Aufnahme von diplomatischen Beziehungen zwischen China und der Bundesrepublik Deutschland in Peking studierten. 1989 wurde Leutner an der Freien Universität Berlin habilitiert, wo sie 1990 zur Professorin berufen wurde. Von 2006 wurde das durch China finanzierten Konfuzius-Instituts als An-Institut an der Freien Universität Berlin gegründet. Leutner ist seit dessen Gründung deutsche Direktorin des Konfuzius-Instituts Berlin.
Seit 2014 ist sie im Ruhestand. Die Russische Akademie der Wissenschaften verlieh Leutner 2002 eine Ehrendoktorwürde. Sie ist zudem Ehrenprofessorin der Peking-Universität sowie der Historischen Fakultät der Universität Nanjing.

## Werk
In ihrer 1982 erschienenen Monographie zur Herausbildung der chinesischen marxistischen Geschichtswissenschaft wird das spezifische Verhältnis von Politik und Wissenschaft vor 1949 ausgelotet und „die Problematik der Marxismus-Rezeption in China (so) gut thematisiert“. Die politischen Entwicklungen dieser Periode stehen auch im Zentrum der von 1994 bis 2006 mit herausgegebenen vierbändigen Quellenedition zu den Beziehungen der KPdSU, Komintern und China von 1921 bis 1937, ein Ergebnis des gemeinsamen Projektes mit dem Institut für den Fernen Osten der Russischen Akademie der Wissenschaften, Moskau. Die teils zweiteiligen Quellenbände, jeweils auf Russisch und Deutsch, nachfolgend auch auf Chinesisch erschienen, erweiterten „die Quellenbasis nicht nur zur Chinapolitik der RKP bzw. KPdSU und der Komintern in den 20er bis 40er Jahren, sondern auch zur allgemeinen politischen Entwicklung in der Republik China im genannten Zeitraum.“
Mit ihrer Arbeit Geburt, Heirat und Tod in Peking, die Pierre Bourdieus Konzept der Praxis modifizierte, legte Mechthild Leutner eine „äußerst differenzierte und in ihren Schlussfolgerungen weitreichende Studie zum Übergang der chinesischen Gesellschaft von der vormodernen, familienökonomisch bestimmten agrarischen Produktionsweise des ausgehenden 19. Jh. zur modernen, etatistisch geprägten, industriellen Produktionsweise des 20 Jh. vor.“ Sozialgeschichtliche Ansätze prägen auch ihre Werke zur chinabezogenen Frauen- und Geschlechterforschung sowie Kindheitsforschung.
Die sechsbändige Sammlung „Quellen zur Geschichte der deutsch-chinesischen Beziehungen, 1897–1995“, deren Gesamtherausgeberin Mechthild Leutner war, sucht „den deutschen Blick auf China und den chinesischen Blick auf Deutschland, die politischen, wirtschaftlichen, militärischen und kulturellen Beziehungen als interkulturelles Geschehen zu dokumentieren.“ 2007, beim Erscheinen des letzten Bandes schrieb Jürgen Osterhammel: „Die verdienstvolle Reihe [...] kommt mit diesem Band zum Abschluss. Es liegt nun eine Quellensammlung vor, wie man sie sich für die Beziehungen zwischen anderen Ländern nur wünschen kann.“
Mechthild Leutners Werk Carl Arendt (1838–1902) und die Entwicklung der Chinawissenschaft wurde von Susanne Kuß gewertet als „viel mehr (ist) als die Lebensgeschichte eines bisher unbekannten Übersetzers und Sinologen. Denn sie kann, zumal mit viel Sachkenntnis und vielen Spannungsmomenten geschrieben, auf sehr unterschiedlichen Ebenen mit großem Gewinn gelesen werden. Es ist gleichermaßen ein Beitrag zur Kolonialgeschichte in China wie zu den deutsch-chinesischen Beziehungen und der Geschichte der Sinologie in Deutschland. Vor allem aber veranschaulicht diese Studie die Bedeutung, den Ablauf und die Folgen von sprachlichen und kulturellen Übersetzungsprozessen. In dieser Vielschichtigkeit zeigt sich nicht zuletzt auch die manchmal verkannte Bedeutung der wissenschaftlichen Biographie, die als einzige Textsorte derart unterschiedliche Felder miteinander verbinden kann.“ Ulrich van der Heyden sah „das beeindruckende Werk“ „als eine für die folgenden Kolonialhistoriker-Generationen richtungsweisende Forschungsleistung“ an, wird doch„die Verflechtung von Kolonial- und Wissensgeschichte auf neuartige Weise analysiert“.

## Position zu Xinjiang
Im November 2020 erklärte Leutner im Ausschuss für Menschenrechte des Deutschen Bundestages, die Umerziehungslager in Xinjiang seien lediglich „berufliche Ausbildungszentren“, und sprach von „Deradikalisierungszentren“. Die Zeitung die „Welt“ warf ihr vor, hiermit das „Propagandavokabular des chinesischen Parteistaats“ zu verwenden.

## Schriften (Auswahl)
Monographien
- Geschichtsschreibung zwischen Politik und Wissenschaft. Zur Herausbildung der chinesischen marxistischen Geschichtswissenschaft in den 30er und 40er Jahren, Wiesbaden: Harrassowitz 1982, 382 S. (In chinesischer Sprache: Zhengzhi yu kexue zhijian de lishi bianzuan: 30 he 40 niandai Zhongguo yu Makesi zhuyi lishixue de xingcheng, Jinan: Shandong Education Publishing House 1997. 罗梅君：《政治与科学之间的历史编纂》，山东教育出版社1997年), ISBN 978-7-5328-2175-4.
- Geburt, Heirat und Tod in Peking: Volkskultur und Elitekultur vom 19. Jahrhundert bis zur Gegenwart, Berlin: Reimer 1989, 394 S. (Chinesische Übersetzung: Beijing de shengyu, hunyin he sangzang: Shijiu shiji zhi dangdai de minjian wenhua he shangceng wenhua, Beijing: Zhonghua shuju, 2001. 罗梅君：北京的生育婚姻和丧葬。19世纪至当代的民间文化和上层文化，译者：王燕生，中华书局出版社2001年), ISBN 978-7-101-02556-9.
- Seit 1991: Herausgeberin Berliner China-Hefte (Chinese History and Society, Zhongguo shehui yu lishi,《中国社会与历史》)
- Seit 1995: Herausgeberin Berliner China-Studien (Berlin China Studies)
- Hg. mit Nicola Spakowksi: Women in China: The Republican Period in Historical Perspective, Berliner China-Studien, Bd. 44, Münster: LIT 2005, 512 S. (Chinesisch: Gonghe shidai de Zhongguo funü 共和时代的中国妇女：游鑑明、羅梅君、史明主編，译者：洪靜宜、宋少鵬等，左岸文化出版社出版 2007), ISBN 978-3-8258-8147-4.
- Hg. mit Klaus Mühlhahn: Kolonialkrieg in China: Die Niederschlagung der Boxerbewegung 1900–1901 (= Reihe: Schlaglichter der Kolonialgeschichte, Bd. 7), Berlin: Ch. Links 2007, ISBN 978-3-86153-432-7.

- Mithg.: Preußen, Deutschland und China: Entwicklungslinien und Akteure, Berliner China-Studien 53, Münster: LIT 2014.
- Kolonialpolitik und Wissensproduktion. Carl Arendt (1838–1902) und die Entwicklung der Chinawissenschaft, Berlin: LIT 2016 (Berliner China-Studien Bd. 55), ISBN 978-3-643-13592-6.
- Gemeinsam mit Roberto Liebenthal: Die Entdeckung des chinesischen Buddhismus. Walter Liebenthal (1886–1982): Ein Forscherleben im Exil, Berlin: LIT 2021 (Berliner China-Studien, Bd. 57), ISBN 978-3-643-25004-9.